# Delhusa Gjon
Delhusa Gjon (Budapest, 1953. augusztus 9. –) Artisjus-díjas albán származású magyar énekes, zeneszerző és dalszövegíró, Ihász Gábor énekes és Ihász Kálmán labdarúgó unokatestvére.

## Élete
Édesanyja Ihász Erzsébet, Ihász Gábor énekes nagynénje, így Delhusa Gjon anyai ágon unokatestvére a zenésznek és testvérének, Ihász Kálmán labdarúgónak. Apai nagyanyja görög, nagyapja pedig albán, anyai nagyanyja német, nagyapja magyar nemzetiségű volt. Gjon gyermekkorát Zuglóban töltötte, eredetileg autófényező szeretett volna lenni.
Könnyűzenei karrierjét egészen fiatalon kezdte. Mindössze 18 éves volt, amikor 1971-es Táncdalfesztiválon előadta Kőszeghy Attila szövegíró és Kőszeghy Károly zeneszerző Hegyek lánya című dalát, amellyel egy csapásra ismert lett.
Az 1974-es év hatalmas sikereket tartogatott a számára, hiszen ebben az évben minden addig megjelent korongja (négy kislemez) aranylemez lett. Ekkor jelent meg az NDK-ban egy német nyelvű kislemeze is, amely 500 000 példányban kelt el. Már a megjelenés évében megkapta a drezdai fesztivál nagydíját, ami akkoriban a legrangosabb sajtódíj volt az NDK-ban, majd 1975-ben az év énekesének is megválasztották. Ezek a díjak azért is számítottak nagy sikernek, mert Kovács Katin kívül magyar énekes nem nyerte el.
1977-ben a Bergendy-együttes énekese volt néhány hétig, a Metronóm ’77 fesztivál gáláján adtak koncertet. 1979-ben megjelent első nagylemeze Delhusa Gjon címmel. 1980-ig részt vett valamennyi jelentős kelet-európai fesztiválon, amelyekről díjakkal tért haza.
Több neves külföldi előadó is felkérte, hogy szerezzen számukra zenét. Írt dalt többek között Goldie Ensnek és a Goombay Dance Bandnek is. 1980-ban a nyugat-német TELDEC lemezcéggel kötött hároméves szerződést, majd 1983-ban újabb hároméves szerződést ajánlottak fel neki, de azzal a feltétellel, hogy letelepszik Németországban.
1988-ban Kubában egy dalverseny résztvevője volt, ahol a legjobb zeneszerző lett. Több magyar előadónak is írt dalt, pl. Csepregi Évának az Ezeregy éjjelt, valamint Szűcs Judith Táncolj még! című slágerét.
1989-ben itthon a Rákóczi Kiadó gondozásában megjelent a Csavargó című albuma, amely viharos gyorsasággal hódította meg a piacot. Pár nap alatt aranylemez lett, s két évvel később már a platina státusznál járt, ami 100 000 eladott példányszámot jelentett.
Delhusa rövid ideig Markó Andrással, a Gemini együttes egykori tagjával játszott együtt, majd az NDK-ba került, ahol több évig dolgozott. Ugyanebben az évben megkapta a Magyar Rádió EMeRTon-díját, valamint Fortuna című dalával megnyerte az Eurovíziós Dalfesztivál magyar válogatóversenyét, azonban a nemzetközi audio előválogatóból nem sikerült kijutnia az oslói döntőre.
1996-ban Mediterrán című nagylemezéért átvette Albánia legmagasabb kulturális kormánykitüntetését. 1997-ben Curaçaóban CD-t jelentettek meg, amelyen az 1988-as kubai fesztivál győztes dalai hallhatóak.
2000-ben a Roma Közösségtől az Év énekese díjat kapta meg, s lemezeladási adatai hamarosan elérték az egymillió hanghordozót.[forrás?] 2002-ben átvehette az egymillió eladott példányszám után járó lemezét. Legsikeresebb dalai közé tartozik gyermekkori barátja, a fiatalon elhunyt autóversenyző, Kesjár Csaba emlékére írt dala (Gyertyák a síron).
2005. március 15-én megkapta a Magyar Köztársasági Arany Érdemkeresztet, áprilisban a Vitézi rend[pontosabban?] lovagjává avatták a dunaújvárosi Hősök Templomában.[forrás?]
2010-ben az I Love Gjoni című műsorában keresett feleséget. A műsort 2012 őszén adta le az RTL Klub és az RTL II.

## Díjak, elismerések
- 1974 – drezdai fesztivál nagydíja
- 1975 – az év énekese az NDK-ban
- 1987 – EMeRTon-díj
- 1988 – kubai dalverseny legjobb zeneszerző díja
- 1996 – Albán Kormány Aranykeresztje
- 2000 – Roma Közösség – év énekese díj
- 2005 – Magyar Köztársasági Arany Érdemkereszt
- 2005 – Vitézi Rend tagja a dunaújvárosi Hősök templomában
- 2024 – Artisjus-díj [4]

## Diszkográfia
- 1979 I.
- 1979 Flieg mit dem Wind
- 1983 Matina
- 1986 Delhusa Gjon
- 1989 Csavargó – aranylemez
- 1990 Átviszlek az éjszakán – aranylemez
- 1991 Mindenem a farmerem – aranylemez
- 1992 Tévelygő angyal
- 1993 Túl vakmerő – aranylemez
- 1994 Delhusa líra – platinalemez[5]
- 1995 Mediterrán – aranylemez
- 1996 Rossz pénz
- 1997 Indián nyár
- 1999 Szerenád – aranylemez
- 2000 Líra kettő
- 2001 Kicsordul majd a szívem – aranylemez
- 2002 Szívek tengerén
- 2003 Bulizós slágerek – aranylemez
- 2004 Szeress még
- 2007 Best Of
- 2009 Fény